# Absolutely Live (álbum de The Doors)
Absolutely Live es el primer álbum en vivo de la banda de rock The Doors, grabada a mediados de 1969 y 1970. El álbum recopila en distintas grabaciones en directo y contiene canciones que no aparecen en ningún álbum de estudio, además de versiones extendidas de «Soul Kitchen», «Break on Through (To the Other Side)» y «When the Music's Over».
Destaca la inclusión del poema completo de Jim Morrison, «Celebration of the Lizard», que abarca varias canciones desde la pista 14 a la 20.

## Listado de canciones
Todas las canciones compuestas por The Doors, excepto cuando se indica.
1. "House Announcer" - 2:40
2. "Who Do You Love?" (McDaniel) - 6:02
3. "Alabama Song (Whiskey Bar)" (Brecht/Weill) - 1:51
4. "Back Door Man" (Dixon/Burnett) - 2:22
5. "Love Hides" - 1:48
6. "Five to One" - 4:34
7. "Build Me a Woman" - 3:33
8. "When the Music's Over" - 16:16
9. "Close to You" (Dixon) - 4:04
10. "Universal Mind" - 4:54
11. "Petition to the Lord with Prayer" - 0:52
12. "Dead Cats, Dead Rats" - 1:57
13. "Break on Through (To the Other Side)" - 4:46
14. "Celebration of the Lizard" - 14:25

- "Lions in the Street" - 1:14
- "Wake Up!" - 1:21
- "A Little Game" - 1:12
- "The Hill Dwellers" - 2:35
- "Not to Touch the Earth" - 4:14
- "Names of the Kingdom" - 1:29
- "The Palace of Exile" - 2:20

15. "Soul Kitchen" - 7:15

## Personal
- Jim Morrison - Voz
- Robby Krieger - Guitarras
- Ray Manzarek - Teclado, bajo (en su teclado), voz en Close to You y coros.
- John Densmore - Batería
- Paul Rothchild - Producción
- Bruce Botnick - Ingeniería
- David Sygall - Fotografía
- Ed Caraeff - Fotografía
- Allí - Dirección de arte y diseño.